# Les Cosmonautes du futur
Les Cosmonautes du futur est une série de bande dessinée humoristique, scénarisée par Lewis Trondheim et illustrée par Manu Larcenet. La mise en couleurs est réalisée par Brigitte Findakly. Les albums sont édités chez Dargaud, dans la collection Poisson Pilote.

## Synopsis
Deux enfants, une fille nommée Martina et un garçon nommé Gildas, sont persuadés de vivre dans un monde rempli de robots et d'extraterrestres en tout genre. À eux deux (et en compagnie de Gaëlle, la petite sœur un peu naïve de Gildas) ils vont tenter de mettre au jour la mystérieuse conspiration qui plane sur la Terre...

## Albums
1. Les Cosmonautes du futur (2000)
2. Le Retour (2001)
3. Résurrection (2004)

Normalement, il n'y aura pas d'autres albums.

## Adaptation
Le 6 juin 2008, Manu Larcenet met en ligne sur YouTube ce qui ressemble à un extrait d'un épisode pilote d'une adaptation de la bande dessinée en dessin animé. Depuis, la vidéo a été retirée et aucune nouvelle du projet, baptisé « Mainframe », n'a été émise.